# Sinobambusa farinosa
Sinobambusa farinosa är en gräsart som först beskrevs av Mcclure, och fick sitt nu gällande namn av Tai Hui Wen. Sinobambusa farinosa ingår i släktet Sinobambusa och familjen gräs. Inga underarter finns listade i Catalogue of Life.